# Youghal
Youghal (Irsk: Eochaill) er en irsk by i County Cork i provinsen Munster, i den sydlige del af Republikken Irland med en befolkning (inkl. opland) på 6,785 indb i 2006 (6,597 i 2002) 